# Xenodiagnose
Die Xenodiagnose (griechisch ξενοδιάγνωση, xenodiágnosi, wörtlich „die Fremdunterscheidung“ im Sinne von „Differenzierung durch etwas Fremdes“) ist ein Nachweisverfahren bei Verdacht auf amerikanische Trypanosomiasis (Chagas-Krankheit) (nicht: tropische Schlafkrankheit = afrikanische Trypanosomiasis, die von der Tsetse-Fliege Glossina morsitans übertragen wird).
Bei der Xenodiagnose werden gesunde, nicht infizierte Raubwanzen zum Saugen angelegt (kleines Döschen auf die Haut) und ggf. die Trypanosomen dann im Kot der Raubwanzen nachgewiesen. Dies ist ein schnelles und vor allem kostengünstiges diagnostisches Nachweisverfahren, dennoch erfolgt heutzutage der Nachweis meist über Antikörperbestimmung im Serum (IF, EIA, HA).